# Mads Thomsen (fodboldspiller)
 For alternative betydninger, se Mads Thomsen. (Se også artikler, som begynder med Mads Thomsen)
Mads H. Thomsen (født 15. marts 1989) er en tidligere dansk professionel fodboldspiller.

## Karriere

### Lyngby BK
Som ungdomsspiller spillede Mads Thomsen i Lyngby BK, hvor han første gang blev indlemmet i seniortruppen i august 2007 til en kamp i Superligaen mod Esbjerg fB. Inden da havde han blandt andet været til prøvetræning i hollandske FC Twente, dog uden at det blev til en kontrakt med hollænderne.

### FC Nordsjælland
I vinteren 2008 skiftede Thomsen til FC Nordsjælland efter at have spillet en god efterårssæson for Lyngby. Opholdet i FC Nordsjælland blev dog aldrig den store succes for Thomsen, der fik en stor del af tiden i klubben ødelagt af flere skader. I sommeren 2012 udløb Thomsens kontrakt med FC Nordsjælland, hvorefter han forlod klubben.

### Søllerød-Vedbæk
Efter bruddet med FC Nordsjælland var Thomsen på prøvetræning i 1. divisionsklubben Viborg FF. Det blev dog ikke til en kontrakt, hvorefter Thomsen drog videre til BSV, hvor han fik en aftale på plads i starten af august 2012..
I august 2013 meddelte Mads, at han grundet skader ville indstille sin karriere som professionel fodboldspiller. Han sagde efterfølgende til bold.dk: "Det er en beslutning, jeg er nået frem til i løbet af sommeren. Det meste af foråret blev ødelagt af skader, og det samme gjorde dele af sæsonoptakten. Det var på tide at trække en streg i sandet og sige, at nu går den ikke mere. Men det var en pissesvær beslutning."